# علی ابوعشرین
علی ابوعشرین (انگلیسی: Ali Abu Eshrein؛ زادهٔ ۶ دسامبر ۱۹۸۹) بازیکن فوتبال اهل سودان است.
از باشگاه‌هایی که در آن بازی کرده‌است می‌توان به باشگاه فوتبال المریخ اشاره کرد.
وی همچنین در تیم ملی فوتبال سودان بازی کرده‌است.